# Frontière entre le Bhoutan et l'Inde
La frontière entre le Bhoutan et l'Inde est la frontière séparant le Bhoutan et l'Inde.

## Points de passage

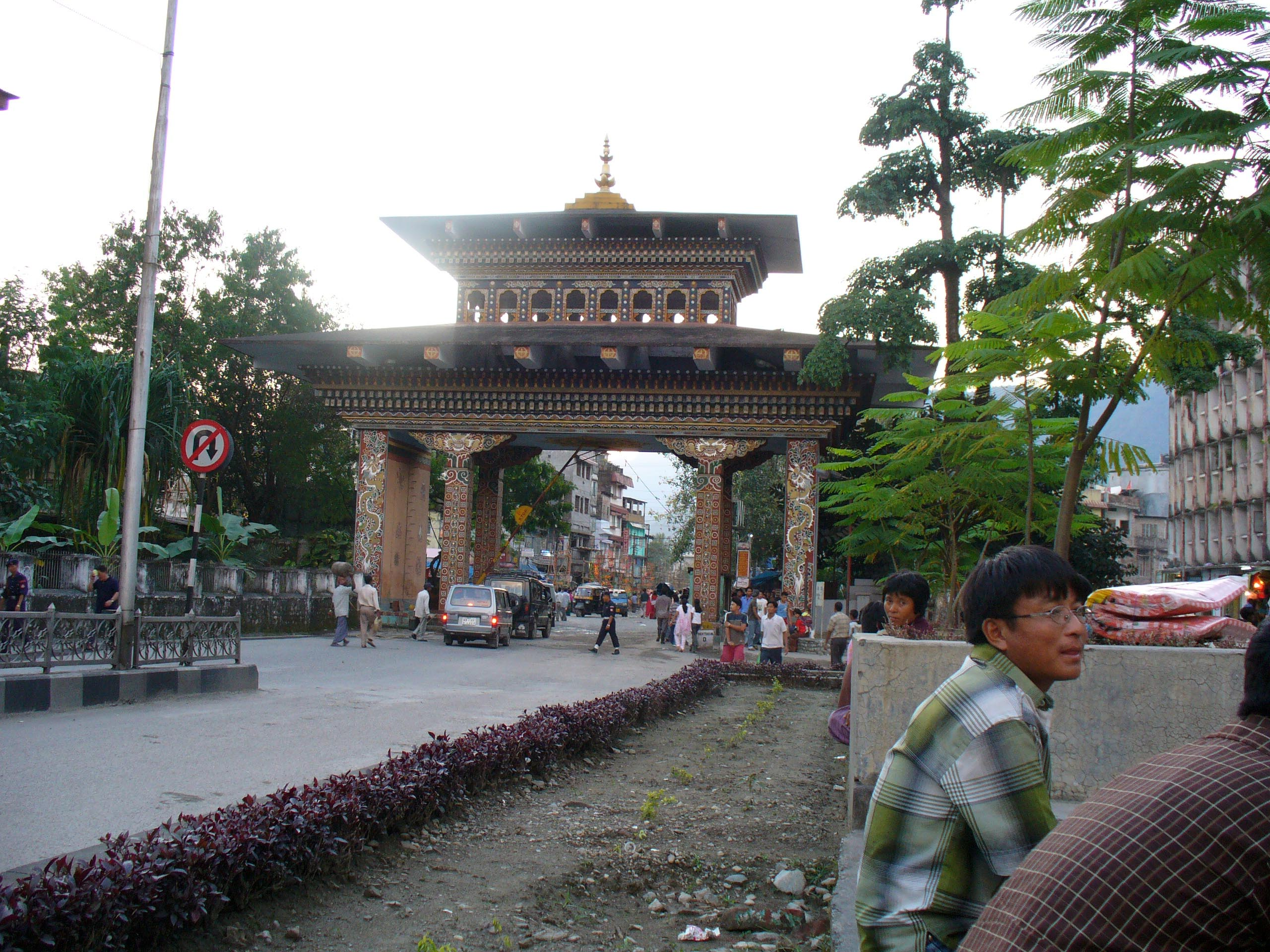
La porte marquant la frontière vue depuis Phuntsholing au Bhoutan

Cette frontière est l'unique voie d'accès terrestre vers le Bhoutan, la frontière avec la Chine étant quant à elle totalement fermée. Le seul point d'entrée vers le Bhoutan pour les ressortissants étrangers se situe entre les villes de Jaigaon dans l'État indien du Bengale-Occidental et Phuntsholing dans le district de Chukha au sud-ouest du pays. Il est en revanche possible de sortir du Bhoutan en passant par la localité de Samdrup Jongkhar dans le secteur oriental de la zone frontalière.